# Eishockey-Europameisterschaft der U18-Junioren 1993
Die 26. Eishockey-Europameisterschaft der U18-Junioren fand vom 2. bis 9. April 1993 in Nowy Targ und Oświęcim in Polen statt. Die Spiele der B-Gruppe wurden vom 18. bis 28. März 1993 in Bukarest in Rumänien ausgetragen. Austragungsort der C-Gruppe war vom 22. bis 28. März 1993 Riga in Lettland.

## A-Gruppe

### Vorrunde
Gruppe 1
| Spiele         | TCH  | FIN | GER  | ITA  | Tore  | Pkt. |
| -------------- | ---- | --- | ---- | ---- | ----- | ---- |
| 1. Tschechien  |      | 6:2 | 12:0 | 15:1 | 33:03 | 6:0  |
| 2. Finnland    | 2:6  |     | 5:0  | 4:0  | 11:06 | 4:2  |
| 3. Deutschland | 0:12 | 0:5 |      | 1:1  | 01:18 | 1:5  |
| 4. Italien     | 1:15 | 0:4 | 1:1  |      | 02:20 | 1:5  |

Gruppe 2
| Spiele      | SWE  | RUS | NOR  | POL  | Tore  | Pkt. |
| ----------- | ---- | --- | ---- | ---- | ----- | ---- |
| 1. Schweden |      | 7:2 | 13:1 | 14:1 | 34:04 | 6:0  |
| 2. Russland | 2:7  |     | 9:2  | 7:1  | 18:10 | 4:2  |
| 3. Norwegen | 1:13 | 2:9 |      | 5:5  | 08:27 | 1:5  |
| 4. Polen    | 1:14 | 1:7 | 5:5  |      | 07:26 | 1:5  |

### Endrunde
Für die Endrunde wurden die untereinander erzielten Ergebnisse aus der Vorrunde übernommen. Diese Resultate sind hier in Klammern dargestellt. Die Letzten der beiden Vorrunden-Gruppen ermittelten den Absteiger im Play-off-Modus.
Meisterrunde
| Spiele         | SWE    | RUS   | TCH    | FIN   | NOR    | GER    | Tore  | Pkt.  |
| -------------- | ------ | ----- | ------ | ----- | ------ | ------ | ----- | ----- |
| 1. Schweden    |        | (7:2) | 2:1    | 6:4   | (13:1) | 7:1    | 35:09 | 10:0  |
| 2. Russland    | (2:7)  |       | 4:0    | 2:2   | (9:2)  | 15:0   | 32:11 | 07:03 |
| 3. Tschechien  | 1:2    | 0:4   |        | (6:2) | 18:0   | (12:0) | 37:08 | 06:04 |
| 4. Finnland    | 4:6    | 2:2   | (2:6)  |       | 5:1    | (5:0)  | 18:15 | 05:05 |
| 5. Norwegen    | (1:13) | (2:9) | 0:18   | 1:5   |        | 4:2    | 08:47 | 02:08 |
| 6. Deutschland | 1:7    | 0:15  | (0:12) | (0:5) | 2:4    |        | 03:43 | 00:10 |

Abstiegsspiele
| Polen | 6:8 | 9:4 | 10:7 | Italien |  |

### Medaillenkader
| Europameister Schweden | Jonas Forsberg, Niklas Sjölund – Jonas Andersson Junkka, Stefan Bergkvist, Peter Casparsson, Anders Eriksson, Edvin Frylén, Nicklas Rahm, Dick Tärnström, Mikael Tjällden – Johan Davidsson, Tomas Gustafsson, Andreas Karlsson, Fredrik Lindh, Jesper Mattson, Peter Nylander, Jens Östling, Anders Söderberg, Peter Ström, Niklas Sundström, Per Svartvadet, Max Wikmann |

| Silber Russland | Denis Kusmenko, Ostap Ploskow – Wladimir Alexejew, Ruslan Batyrschin, Alexander Boikow, Juri Jeresko, Roman Kuchtinow, Wladimir Tschebaturkin, Oleg Twerdowski, Nikolai Zulygin – Pawel Agarkow, Alexander Boikow, Pawel Boitschenko, Alexei Budajew, Alexander Charlamow, Dmitri Gorenko, Witali Jatschmenjow, Wiktor Koslow, Wladimir Kretschin, Dmitri Leonow, Nikolai Sawaruchin, Wadim Scharifjanow, Ilja Worobjow Trainerstab: Igor Tusik, Wladimir Schadrin |

| Bronze Tschechien | Petr Franěk, Michal Mařík – Radim Bičánek, Jan Dlouhý, Vlastimil Kroupa, Marek Malík, Jan Němeček, František Ptáček, Jaroslav Špelda – Tomáš Blažek, Radek Bonk, Michal Janeček, Ladislav Kohn, Jindřich Kotrla, Luděk Krayzel, Patrik Krišák, Ladislav Prokůpek, Václav Prospal, Petr Pudhorocký, Petr Sýkora, Martin Stárek, Tomáš Vlasák, David Výborný Trainerstab: Vopat, Urban |

### Auszeichnungen
| Auszeichnung       | Spieler          | Team       |
| ------------------ | ---------------- | ---------- |
| Top-Scorer         | Tomáš Blažek     | Tschechien |
| Bester Torhüter    | Denis Kusmenko   | Russland   |
| Bester Verteidiger | Radim Bičánek    | Tschechien |
| Bester Stürmer     | Niklas Sundström | Schweden   |

All-Star-Team
| Angriff:      | Jesper Mattson – Niklas Sundström – Wiktor Koslow |
| Verteidigung: | Janne Niinimaa – Radim Bičánek                    |
| Tor:          | Niklas Sjölund                                    |

## B-Gruppe
| Spiele            | SUI  | HUN  | FRA  | AUT  | ROM  | DEN | ESP  | GBR  | Tore  | Pkt.  |
| ----------------- | ---- | ---- | ---- | ---- | ---- | --- | ---- | ---- | ----- | ----- |
| 1. Schweiz        |      | 4:2  | 6:1  | 12:0 | 11:1 | 5:0 | 11:2 | 9:2  | 58:08 | 14:0  |
| 2. Ungarn         | 2:4  |      | 3:1  | 4:3  | 8:1  | 3:1 | 10:2 | 10:2 | 40:14 | 12:02 |
| 3. Frankreich     | 1:6  | 1:3  |      | 3:1  | 4:1  | 4:2 | 12:0 | 14:0 | 39:13 | 10:04 |
| 4. Österreich     | 0:12 | 3:4  | 1:3  |      | 6:3  | 3:2 | 2:2  | 7:4  | 22:30 | 07:07 |
| 5. Rumänien       | 1:11 | 1:8  | 1:4  | 3:6  |      | 7:2 | 4:5  | 6:3  | 23:39 | 04:10 |
| 6. Dänemark       | 0:5  | 1:3  | 2:4  | 2:3  | 2:7  |     | 4:3  | 2:1  | 13:26 | 04:10 |
| 7. Spanien        | 2:11 | 2:10 | 0:12 | 2:2  | 5:4  | 3:4 |      | 4:5  | 18:48 | 03:11 |
| 8. Großbritannien | 2:9  | 2:10 | 0:14 | 4:7  | 3:6  | 1:2 | 5:4  |      | 17:52 | 02:12 |

### Auszeichnungen
| Auszeichnung       | Spieler            | Team       |
| ------------------ | ------------------ | ---------- |
| Top-Scorer         | Reto von Arx       | Schweiz    |
| Bester Torhüter    | Cristobal Huet     | Frankreich |
| Bester Verteidiger | József Adorján     | Rumänien   |
| Bester Stürmer     | Patric Della Rossa | Schweiz    |

## C-Gruppe

### Qualifikationsspiele
|  | Kroatien | 0:9 0:16 | Slowenien | Zagreb Ljubljana |

### Vorrunde
Gruppe 1
| Spiele         | SLO | LTU | NED | Tore  | Pkt. |
| -------------- | --- | --- | --- | ----- | ---- |
| 1. Slowenien   |     | 8:1 | 7:0 | 15:01 | 4:0  |
| 2. Litauen     | 1:8 |     | 7:3 | 08:11 | 2:2  |
| 3. Niederlande | 0:7 | 3:7 |     | 03:14 | 0:4  |

Gruppe 2
| Spiele       | SVK  | UKR  | BUL  | Tore  | Pkt. |
| ------------ | ---- | ---- | ---- | ----- | ---- |
| 1. Slowakei  |      | 5:2  | 39:0 | 44:02 | 4:0  |
| 2. Ukraine   | 2:5  |      | 29:1 | 31:06 | 2:2  |
| 3. Bulgarien | 0:39 | 1:29 |      | 01:68 | 0:4  |

Gruppe 3
| Spiele      | BLR | LAT  | EST  | Tore  | Pkt. |
| ----------- | --- | ---- | ---- | ----- | ---- |
| 1. Belarus  |     | 3:2  | 6:3  | 09:05 | 4:0  |
| 2. Lettland | 2:3 |      | 10:4 | 12:07 | 2:2  |
| 3. Estland  | 3:6 | 4:10 |      | 07:16 | 0:4  |

### Endrunde
Aufstiegsrunde
| Spiele       | BLR | SVK | SLO | Tore  | Pkt. |
| ------------ | --- | --- | --- | ----- | ---- |
| 1. Belarus   |     | 4:1 | 3:3 | 07:04 | 3:1  |
| 2. Slowakei  | 1:4 |     | 9:0 | 10:04 | 2:2  |
| 3. Slowenien | 3:3 | 0:9 |     | 03:12 | 1:3  |

Runde um Platz 4 bis 6
| Spiele      | UKR  | LAT | LTU  | Tore  | Pkt. |
| ----------- | ---- | --- | ---- | ----- | ---- |
| 1. Ukraine  |      | 6:4 | 19:1 | 25:05 | 4:0  |
| 2. Lettland | 4:6  |     | 5:1  | 09:07 | 2:2  |
| 3. Litauen  | 1:19 | 1:5 |      | 02:24 | 0:4  |

Runde um Platz 7 bis 9
| Spiele         | EST  | NED | BUL  | Tore  | Pkt. |
| -------------- | ---- | --- | ---- | ----- | ---- |
| 1. Estland     |      | 7:4 | 24:0 | 31:04 | 4:0  |
| 2. Niederlande | 4:7  |     | 7:3  | 11:10 | 2:2  |
| 3. Bulgarien   | 0:24 | 3:7 |      | 03:31 | 0:4  |

### Auszeichnungen
| Auszeichnung       | Spieler           | Team      |
| ------------------ | ----------------- | --------- |
| Top-Scorer         | Dmytro Markowskyj | Ukraine   |
| Bester Torhüter    | Klemen Mohorič    | Slowenien |
| Bester Verteidiger | Martin Štrbák     | Slowakei  |
| Bester Stürmer     | Dsmitry Hubar     | Belarus   |